# Aksaray
Aksaray este un oraș din Turcia.